# Darkfeather's Sacrifice
Darkfeather's Sacrifice è un cortometraggio muto del 1913 diretto da Frank E. Montgomery.

## Produzione
Il film fu prodotto dalla Nestor Film Company. Venne girato al Providencia Ranch, a Hollywood Hills, Los Angeles.

## Distribuzione
Distribuito dall'Universal Film Manufacturing Company, il film - un cortometraggio di una bobina - uscì nelle sale cinematografiche USA l'11 agosto 1913.